# Accord de Doha (2008)
Pour les articles homonymes, voir Accord de Doha.
L'accord de Doha est un traité conclu le 21 mai 2008 à Doha, au Qatar, par les factions libanaises qui s'opposent lors du conflit libanais de 2008.

## Contexte
Cet accord est négocié à la suite des combats qui ont éclaté au Liban entre le 7 et le 14 mai 2008 en raison de la crise politique provoquée par l'absence d’exécutif depuis novembre 2007 et la fin de mandat d'Émile Lahoud. Les combats opposent les milices chiites menée par le Hezbollah qui s'est vu couper son réseau de télécommunications et son contrôle sur la sécurité de l'aéroport international Rafic Hariri aux factions loyales à la majorité du Parlement libanais regroupées au sein du mouvement du 14 mars. Le
Hezbollah, qui a conservé son arsenal accumulé pendant la guerre civile libanaise provoque des émeutes à Beyrouth puis dans plusieurs régions du pays, y compris au mont Liban et à la frontière avec la Syrie. Une initiative arabe, soutenue par les Occidentaux et la Ligue arabe est rapidement mise en place pour mettre en application un premier accord conclu entre les parties libanaises à Beyrouth le 15 mai 2008. L'émir Hamad ben Khalifa Al Thani du Qatar invite tous les partis politiques libanais à Doha afin de mettre fin à la crise politique en cours et éviter une guerre civile.

## Conférence nationale libanaise de dialogue
La Conférence nationale libanaise de dialogue est un groupe formalisé de représentants politiques et de la société civile libanaise qui a pour but de rétablir le dialogue inter-libanais à la fin de la guerre civile. La rencontre de Doha a lieu entre le 16 mai et le 21 mai 2008, avec la participation des dirigeants politiques libanais et arabes qui ont affirmé leur engagement à sauver le Liban, mettre fin à la crise politique et ses conséquences et retrouver une paix civile entre les Libanais. Elle vise également à remettre en avant les principes consacrés par la constitution libanaise et l'accord de Taëf destiné à mettre fin à la guerre civile libanaise.

## Accord
L'accord ratifié comporte cinq points :
1. L'élection d'un candidat de compromis, le général Michel Sleiman, président de la République, par la Chambre des députés.
2. La formation d'un gouvernement d'unité nationale de trente ministres répartis entre la majorité et l'opposition.
3. L'adoption de la loi électorale de 1960, avec la création des circonscriptions avec pour exception le maintien des circonscriptions uniques.
4. Les parties s'engagent à s'abstenir d'utiliser des armes ou de la violence à des fins politiques.
5. Le lancement du dialogue pour le renforcement des pouvoirs de l'État au Liban et sur la scène internationale.

## Après l'accord
Le 25 mai 2008, l'élection présidentielle permet à Michel Sleiman, ancien commandant en chef des forces armées depuis 1998, de prendre la tête de l'exécutif après qu'un amendement constitutionnel a été adopté avec une majorité des deux tiers au Parlement pour lui permettre d'accéder à cette fonction. La majorité libanaise a concédé à l'opposition une minorité de blocage au sein du gouvernement (11 ministres sur 30) mais le dialogue national reprend avec les 14 signataires de l'accord de Doha.

## Sources